# Gare de Pau
Gare de Pau – stacja kolejowa w Pau, w regionie Nowa Akwitania (departament Pyrénées-Atlantiques), we Francji. Stacja jest obsługiwana przez m.in. TGV Atlantique, które łączy Tarbes z Paryż-Montparnasse przez Bordeaux. Znajdują się tu 3 perony.